# Alliterationsvers
Der Alliterationsvers ist in der Verslehre allgemein eine durch Alliteration gebundene Versform. Speziell wird damit die durch Stabreim gebundene germanische Langzeile bezeichnet. Das finnische Kalevala und das estnische Kalevipoeg verwenden ebenso wie die traditionelle türkische Dichtung, z. B. die der Uiguren, Alliterationsverse.
In neuerer Zeit wurde der Alliterationsvers von einigen Dichtern wiederbelebt, z. B. von W. H. Auden in The Age of Anxiety.